# Aethopyga flagrans
Aethopyga flagrans е вид птица от семейство Nectariniidae. Видът е незастрашен от изчезване.

## Разпространение
Разпространен е във Филипините.